# Glisnica
Glisnica (en serbe cyrillique : Глисница) est un village du nord du Monténégro, dans la municipalité de Pljevlja.

## Démographie

### Évolution historique de la population
| 1948 | 1953 | 1961 | 1971 | 1981 | 1991 | 2003 |
| ---- | ---- | ---- | ---- | ---- | ---- | ---- |
| 543  | 587  | 588  | 443  | 327  | 203  | 152  |